# Ла-Кот
Ла-Кот (фр. La Côte) — коммуна во Франции, находится в регионе Франш-Конте. Департамент — Верхняя Сона. Входит в состав кантона Люр-Нор. Округ коммуны — Люр.
Код INSEE коммуны — 70178.

## География
Коммуна расположена приблизительно в 340 км к юго-востоку от Парижа, в 65 км северо-восточнее Безансона, в 32 км к востоку от Везуля.
По территории коммуны протекает река Раэн. Большая часть коммуны покрыта лесами.

## Население
Население коммуны на 2010 год составляло 523 человека.
| 1962 | 1968 | 1975 | 1982 | 1990 | 1999 | 2010 |
| ---- | ---- | ---- | ---- | ---- | ---- | ---- |
| 547  | 509  | 517  | 517  | 468  | 477  | 523  |

## Администрация
| Период | Период | Фамилия         | Партия | Примечания |
| ------ | ------ | --------------- | ------ | ---------- |
| ?      | 1994   | Леон Симонен    |        |            |
| 1994   | 2014   | Мишель Верньори |        |            |

## Экономика
В 2010 году среди 331 человек трудоспособного возраста (15—64 лет) 252 были экономически активными, 79 — неактивными (показатель активности — 76,1 %, в 1999 году было 66,3 %). Из 252 активных жителей работали 227 человек (124 мужчины и 103 женщины), безработных было 25 (14 мужчин и 11 женщин). Среди 79 неактивных 20 человек были учениками или студентами, 35 — пенсионерами, 24 были неактивными по другим причинам.

## Фотогалерея

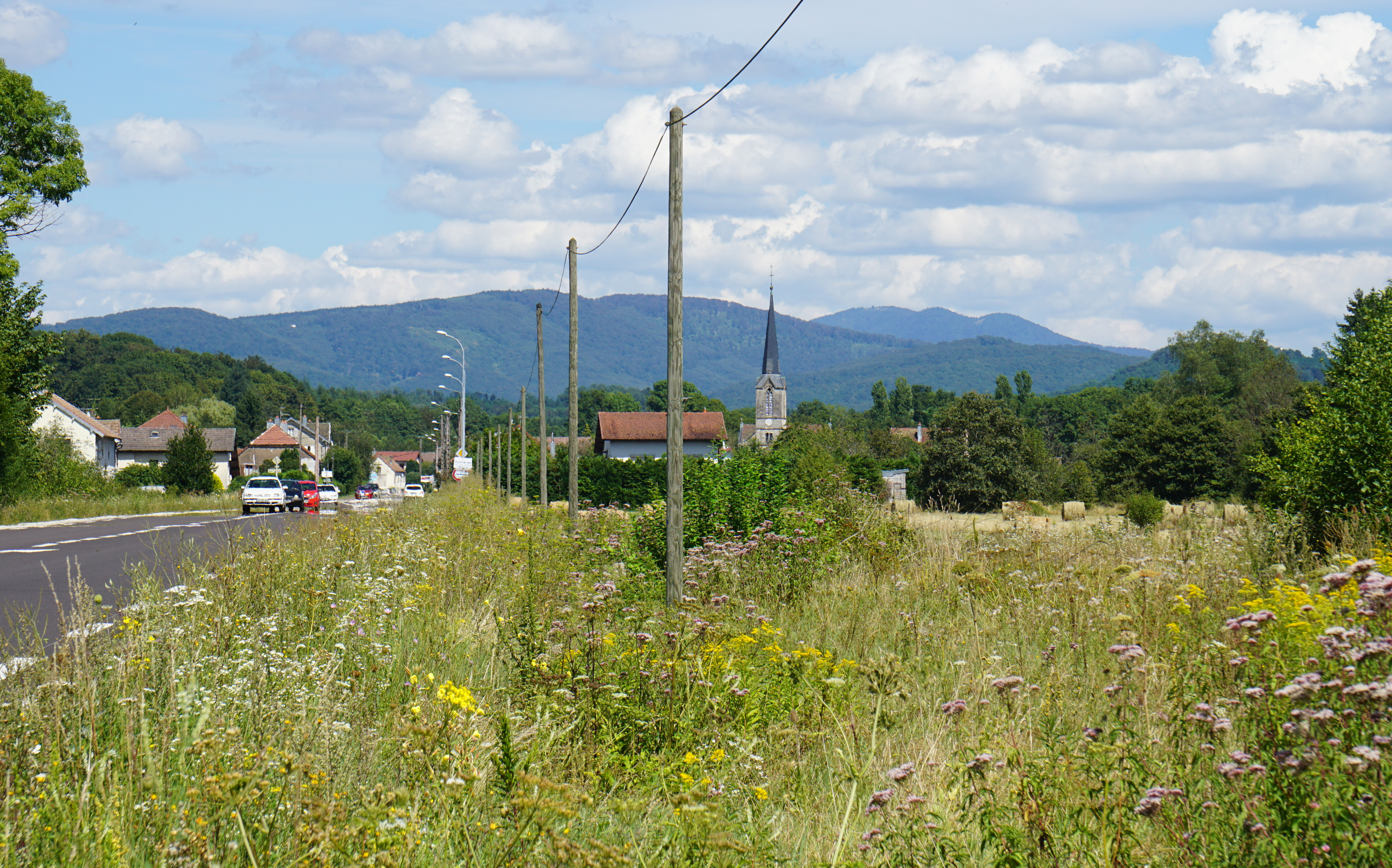
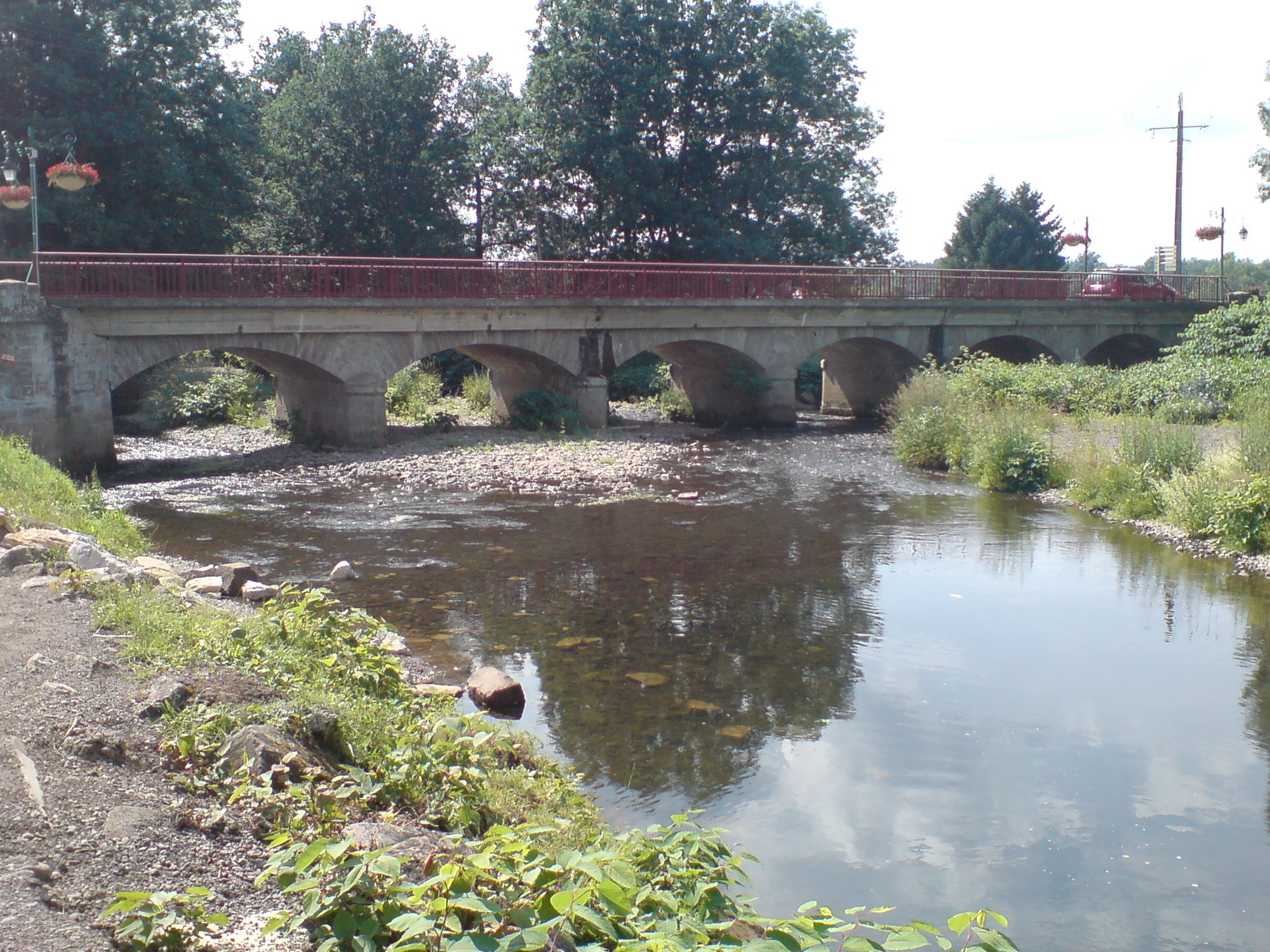
Мост через реку Раэн
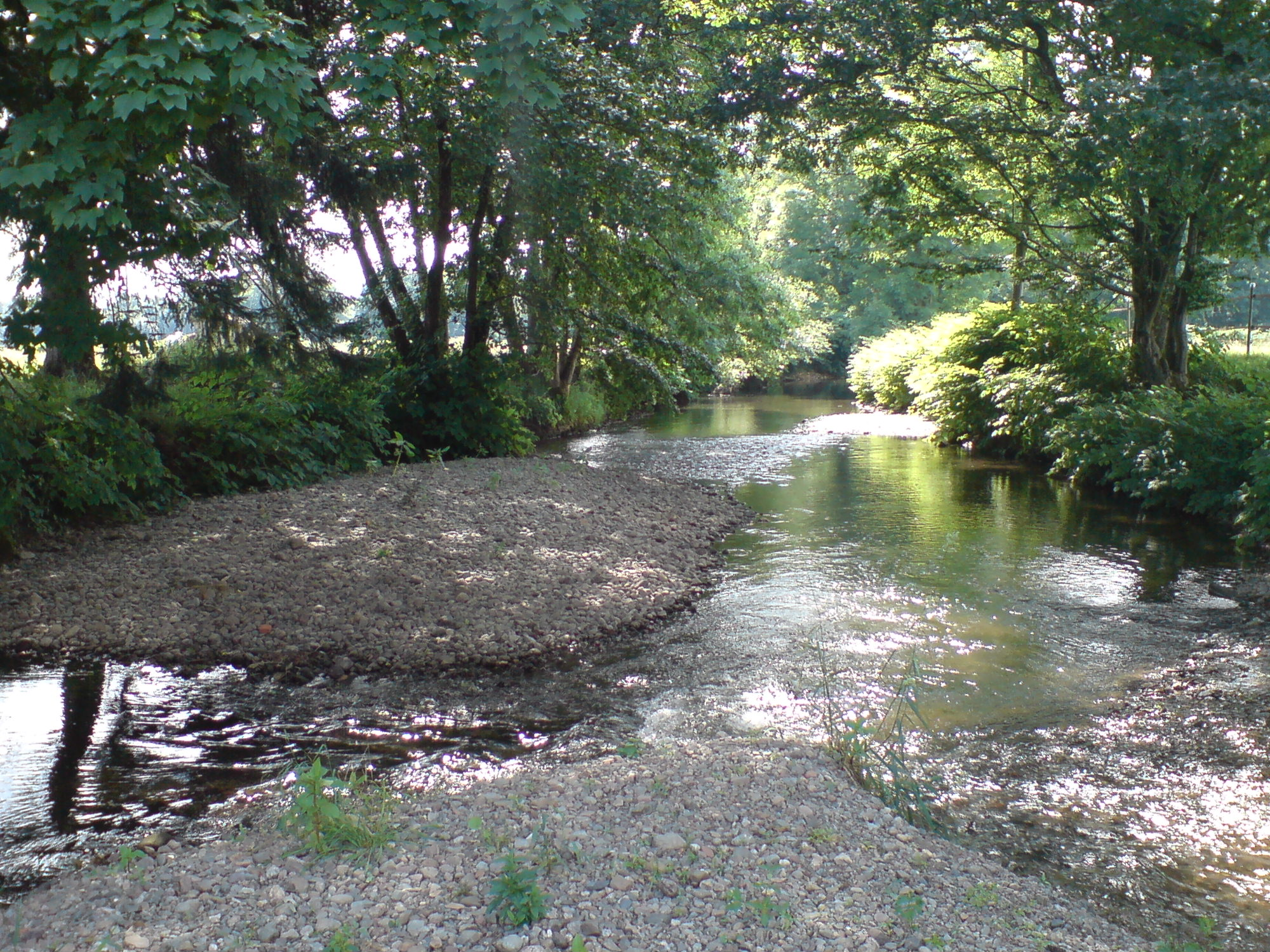
Река Раэн